# Pietro Gabrielli
Pietro Gabrielli SDB (* 17. März  1931 in Pove del Grappa) ist emeritierter Apostolischer Vikar von Méndez.

## Leben
Pietro Gabrielli trat der Ordensgemeinschaft der Salesianer Don Boscos bei und empfing am 29. Juni 1962 die Priesterweihe. Johannes Paul II. ernannte ihn am 1. Juli 1993 zum Apostolischen Vikar von Méndez und Titularbischof von Taparura.
Der Apostolische Nuntius in Ecuador, Francesco Canalini, weihte ihn am 19. September desselben Jahres zum Bischof; Mitkonsekratoren waren Teodoro Luis Arroyo Robelly SDB, emeritierter Apostolischer Vikar von Méndez, und Frumencio Escudero Arenas, Apostolischer Vikar von Puyo.
Am 15. April 2008 nahm Papst Benedikt XVI. sein altersbedingtes Rücktrittsgesuch an.